# Schlüßlberg
Schlüßlberg ist eine Marktgemeinde in Oberösterreich im Bezirk Grieskirchen  im Hausruckviertel mit 3073 Einwohnern (Stand 1. Jänner 2024).

## Geografie
Schlüßlberg liegt auf 320 m Höhe im Hausruckviertel. Die Ausdehnung beträgt von Nord nach Süd 6,8 km, von West nach Ost 5 km. Die Gesamtfläche beträgt 19,8 km². 14,6 % der Fläche sind bewaldet, 74,2 % der Fläche sind landwirtschaftlich genutzt.
Landschaftlich gehört die Gegend zur Raumeinheit Inn- und Hausruckviertler Hügelland.

### Gemeindegliederung
Das Gemeindegebiet umfasst folgende 41 Ortschaften (in Klammern Einwohnerzahl Stand 1. Jänner 2024):
- Aigendorf (23)
- Alte Rosenau (116)
- Am Kröpflmühlerberg (35)
- Anzenberg (14)
- Atschenbach (3)
- Au (105)
- Brandhof (171)
- Buchet (20)
- Dingbach (45)
- Dingberg (15)
- Fischleithen (86)
- Fürth (75)
- Gewerbepark (6)
- Haid (16)
- Handelspark (0)
- Hiererberg (19)
- Hiering (16)
- Hornesberg (11)
- Kehrbach (48)
- Kochlöffleck (19)
- Kröpflmühle (48)
- Kumpfhub (6)
- Margarethen (28)
- Mitterndorf (25)
- Niederndorf (32)
- Oberschaffenberg (47)
- Parz (13)
- Pühret (21)
- Rosenau (280)
- Rosengarten (48)
- Schaffenberg (74)
- Schlüßlberg (890)
- Schnölzenberg (34)
- Sonnwies (51)
- Straßfeld (241)
- Tegernbach (58)
- Thal (8)
- Trattenegg (66)
- Unternberg (40)
- Weinberg (127)
- Wintersberg (93)

Die Gemeinde besteht aus den Katastralgemeinden Atschenberg, Pfleg, Schlüßlberg, Trattenegg und Weinberg.
Zählsprengel sind Schlüßlberg-Zentrum und Schlüßlberg-Umgebung.
Die Gemeinde liegt im Gerichtsbezirk Grieskirchen.

### Nachbargemeinden
|                              | Pollham                                     |                  |
| Grieskirchen                 | Kompassrose, die auf Nachbargemeinden zeigt | Bad Schallerbach |
| Gallspach Kematen am Innbach | Pichl bei Wels (Bez. Wels-Land)             |                  |

## Geschichte

### Ortsgeschichte
Die älteste schriftliche Erwähnung einer Schlüßlberger Ortschaft fällt in den Zeitraum von 825 bis 831, als Tegernbach (Tegerinpah) in einer Urkunde des Bistums Passau erwähnt wurde. Schlüßlberg selbst wird erst um 1150 mit Walchun de sluzzelberch und Herwort de sluzzilberch schriftlich bezeugt.
Ursprünglich im Ostteil des Herzogtums Bayern liegend, gehörte der Ort seit dem 12. Jahrhundert zum Herzogtum Österreich. Seit 1490 wird er dem Fürstentum Österreich ob der Enns zugerechnet. Während der Napoleonischen Kriege war der Ort mehrfach besetzt. Seit 1918 gehört der Ort zum Bundesland Oberösterreich. Nach dem Anschluss Österreichs an das Deutsche Reich am 13. März 1938 gehörte der Ort zum Gau Oberdonau. Nach 1945 erfolgte die Wiederherstellung Oberösterreichs.
Die Markterhebung erfolgte am 13. Jänner 2003.

### Einwohnerentwicklung
1991 hatte die Gemeinde laut Volkszählung 2.541 Einwohner, 2001 dann 2.999 Einwohner. Das starke Wachstum erfolgte, da sowohl die Geburtenbilanz (+183) als auch die Wanderungsbilanz (+275) positiv waren. Von 2001 bis 2011 gab es eine Abwanderung, die durch die positive Geburtenbilanz nicht mehr aufgehoben werden konnte, sodass die Bevölkerungszahl auf 2.959 zurückging.

## Kultur und Sehenswürdigkeiten

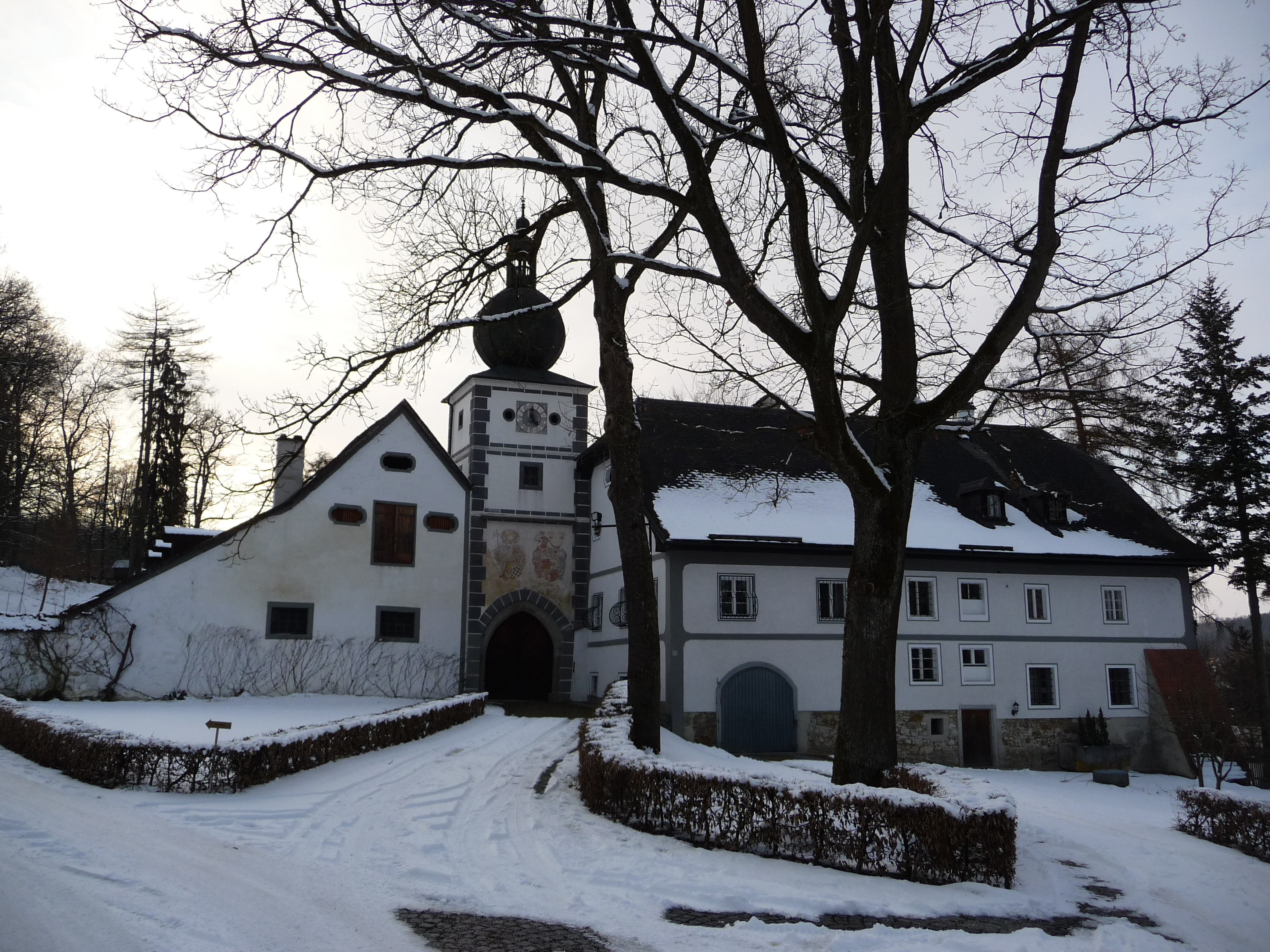
Schloss Schlüßlberg im Winter von Osten

- Schloss Schlüßlberg: Urkundlich um 1150 erwähnt. Stammsitz der Schlüßlberger, die als Dienstleute des Stiftes Mondsee fungierten und bis gegen Ende des 14. Jh. hier nachgewiesen sind. Gotische Schlosskapelle, um 1708 barockisiert. Weitere bedeutende Besitzer waren die Schifer, Hohenfelder und Jörger. Von 1668 bis 1871 im Besitz der Familie Hoheneck bzw. deren Erben der Familie Imsland. Heute im Besitz von Georg Spiegelfeld, dessen achtfacher Urgroßvater Johann Georg Adam von Hoheneck war.
- Abgekommener Edelsitz Winzerthal in der Ortschaft Thal: Urkundlich 1164 erwähnt. Wurde 1541 von Christoph Fröhlich an Hanns Heinrich Geymann von Gallspach verkauft, der Winzerthal mit Trattenegg vereinigte.
- Ehemalige Burg Trattenegg
- Katholische Filialkirche hl. Familie Schlüßlberg

## Wirtschaft und Infrastruktur
Wirtschaftliche Zentren der Gemeinde sind der Handelspark an der Grieskirchner Stadtgrenze mit Lebensmittel- und Textilkaufhäusern sowie der Gewerbepark vom Ort Richtung Bad Schallerbach mit diversen Betriebsansiedlungen, beide an der B 137.
Das Bergland ist noch durchwegs landwirtschaftlich geprägt.

### Verkehr
Verkehrsachse ist die B 137 Innviertler Straße, die die Gemeinde West–Ost (Grieskirchen – Bad Schallerbach) durchquert. Parallel läuft die L 528 Wallerner Straße nördlich der Trattnach. Im Westen bildet die B 135 Gallspacher Straße (nach Gallspach) streckenweise die Gemeindegrenze zu Grieskirchen.
Außerdem verläuft die Passauer Bahn (Bahnstrecke Wels – Passau) durch das Trattnachtal, mit einer Haltestelle Schlüßlberg (km 16,675 ab Wels Hbf).

## Politik

### Gemeindevertretung
Der Gemeinderat hat 25 Mitglieder.
- Mit den Gemeinderats- und Bürgermeisterwahlen in Oberösterreich 2003 hatte der Gemeinderat folgende Verteilung: 16 SPÖ, 8 ÖVP und 1 FPÖ.
- Mit den Gemeinderats- und Bürgermeisterwahlen in Oberösterreich 2009 hatte der Gemeinderat folgende Verteilung: 11 SPÖ, 6 DUS, 6 ÖVP und 2 FPÖ.
- Mit den Gemeinderats- und Bürgermeisterwahlen in Oberösterreich 2015 hatte der Gemeinderat folgende Verteilung: 12 SPÖ, 5 ÖVP, 4 DUS, 3 FPÖ und 1 GRÜNE.
- Mit den Gemeinderats- und Bürgermeisterwahlen in Oberösterreich 2021 hat der Gemeinderat folgende Verteilung: 11 ÖVP, 11 SPÖ, 2 GRÜNE und 1 FPÖ.[9]

### Bürgermeister
- bis 2014 Otto Weinberger (SPÖ)
- seit 2014 Klaus Höllerl (SPÖ)[10]

### Wappen
Blasonierung:
Gespalten von Silber und Rot mit zwei aufrechten Schlüsseln in gewechselten Farben, die Bärte der Schlüssel abgewendet und die Griffe miteinander verbunden.
Die Gemeindefarben sind Rot-Weiß.
Das 1974 verliehene redende Wappen geht auf das Wappen des Geschlechtes der Schlüßlberger zurück, deren Stammsitz Schloss Schlüßlberg war.

## Persönlichkeiten
Söhne und Töchter der Gemeinde
- Hartwik von Schlüsselberg, Mönch, Goldschmied und Glasmaler; ab 1305 Prior des Klosters Kremsmünster
- Johann Georg Adam von Hoheneck (1669–1754), Politiker, Schriftsteller, Genealoge und Historiker
- Johann Jedinger (1862–1933), Landwirt und Politiker (CSP)
- Johann Gruber (1889–1944), Priester und Widerstandskämpfer
- Felix Huspek (* 1992), Fußballspieler